# ザ・ミュージック・ゴーズ・ラウンド・アンド・ラウンド
「ザ・ミュージック・ ゴーズ・ラウンド・アンド・ラウンド (The Music Goes Round and Round)」は、1935年に書かれたポピュラー音楽の歌。

## 歴史
作曲は、エドワード・ファーレイ (Edward Farley)とマイク・ライリー、作詞はレッド・ホジソン (Red Hodgson) によるこの曲は、1935年に出版された。この曲はトミー・ドーシーが録音し、1936年にヒット曲となった。この歌は、コロンビア ピクチャーズによる1936年の映画『粋な紐育っ子 (he Music Goes 'Round)』の中でも用いられた。『ニューヨーク・タイムズ』紙は「この映画について、敢えて酷い言い方をするなら、ファーレイとライリーのシークエンスが、この新作映画で一番良い箇所だということになるだろう。少なくとも、この箇所は、単なる幕間の音楽以上のものであるようなそぶりはしないが、どこかのおせっかいな若造がバルブが3つあるサックス・ホルン (a three-valve sax horn) は、どういう仕組みなんだろうとか馬鹿げた質問をするような、酷い状態が人々の間に蔓延していることを、首根っこを引っ掴むように描いて見せている。ニュース映画『ザ・マーチ・オブ・タイム』のように、この箇所は社会現象を活写した記録となっており、ここではある歌のヒットが疫病のごとく、まるで日本の甲虫（Japanese beetles：マメコガネのこと）や チェーンメールのように蔓延していく姿が捉えられている。以降、数多くのアーティストたちが吹き込みを行ない、この曲はポップやジャズのスタンダード曲となった。この曲は長らく、アメリカ合衆国メリーランド州カレッジパークのカレッジ・ラジオWMUC-FMの『Irrelevant Show』のテーマ曲として用いられており、また、オーストラリアのメルボルンの 3CR AM の『Nostalgia Unlimited』でも同じように使用されている。
トミー・ドーシーの楽団が、イーディス・ライトをフィーチャーしたバージョン（曲中でふたりは互いに相手に言及する）は、2009年の映画『僕と彼女とオーソン・ウェルズ』のエンディングのクレジットで流される。
ダニー・ケイは、1959年の映画『5つの銅貨』の中で、スーザン・ゴードンと一緒に独自のバージョンでこの曲を歌った。このバージョンは、エラ・フィッツジェラルドが1961年のアルバム『Clap Hands, Here Comes Charlie!』（ヴァーヴ・レコード）で取り上げた。
ディズニーは、この曲を全面的に使って、ドナルド・ダックの短編作品『ドナルドの物理教室』（1961年）を制作しており、その際には、「Oh you / I blow through here.」という歌詞によって、先行した作品『ドナルドのトロンボーン騒動』（1944年）をも踏まえていた。

## 日本語での歌唱
この曲は、日本にも同時代から紹介されており、1936年には、渡辺良が北村季俊の作詞により「ミュージック・ゴーズ・ラウンド」として、榎本健一がサトウ・ハチローの作詞により「エノケンの浮かれ音楽」として、また、岸井明も独自の歌詞により、同名の映画と連動した「唄の世の中」として、それぞれ日本語の歌唱によるレコードを出した。
1981年には外山喜雄訳詞で、自身と実子によるデュエット曲として「デキシーワンダーランド」がNHKの『みんなのうた』で放映されている。